# Defile (geografija)
U geografiji, defile je uski prolaz ili klanac između planina ili brda. Pojam potječe iz vojnog opisa rute kojom trupe mogu marširati samo u uskoj koloni ili s uskom frontom. Pri izlasku iz defilea (ili nečeg sličnog) na otvoreno polje, za vojnike se kaže da "debuširaju" (fra. déboucher).

## Pozadina
U tradicionalnoj vojnoj formaciji vojnici marširaju u redovima (dubina formacije je broj redova) i stupcima (širina formacije je broj stupaca), tako da, ako se kolona vojnika približava uskom prolazu, formacija se mora suziti, pa se stupci s vanjske strane moraju poredati prema začelju (ili na nekom drugom položaju) tako da kolona ima manje stupaca, a više redova. Francuski glagol za ovu naredbu je défiler, od kojeg dolazi hrvatski glagol, kao i fizički opis za dolinu koja prisiljava na ovaj manevar.
Defile vojnog značaja također mogu formirati druge fizičke značajke koje okružuju prolaz ili stazu i uzrokuju njegovo sužavanje, na primjer neprohodne šume i rijeke. U bitci kod Agincourta, defile formiran od šuma Agincourta i Forecourta uzrokovao je točku gušenja za francusku vojsku i pomogao Englezima u njihovoj pobjedi nad Francuzima.
Neki defilei imaju trajnu stratešku važnost i pod tim pojmom postaju poznati u vojnoj literaturi. Na primjer, vojni povjesničar William Siborne u svojoj knjizi Waterloo Campaign 1815 imenuje takvu geografsku značajku u Francuskoj blizu granice s Njemačkom: